# 罗克福尔 (热尔省)
罗克福尔（法語：Roquefort，法語發音：[ʁɔkfɔʁ] ⓘ）是法国热尔省的一个市镇，位于该省中部偏东，属于欧什区。

## 地理
罗克福尔（43°45'30"N, 0°36'11"E）面积7.21 平方千米，位于法国奧克西塔尼大區热尔省，该省份为法国西南部内陆省份，北起顺时针与洛特-加龙省、塔恩-加龙省、上加龙省、上比利牛斯省、大西洋比利牛斯省和朗德省接壤。
与罗克福尔接壤的市镇（或旧市镇、城区）包括：拉瓦尔当斯、梅朗、佩吕斯马萨斯、皮塞居尔、罗克洛尔、圣克里斯蒂。

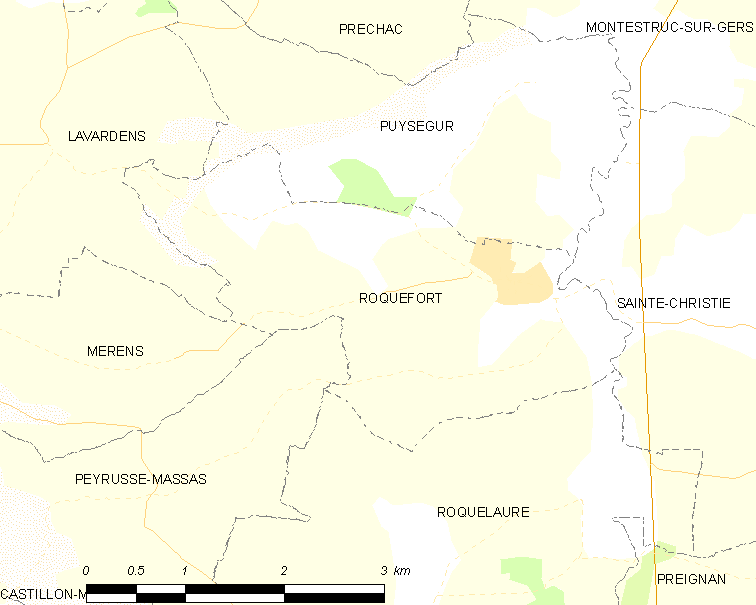
的OSM定位图

罗克福尔的时区为UTC+01:00、UTC+02:00（夏令时）。

## 行政
罗克福尔的邮政编码为32390，INSEE市镇编码为32347。

## 政治
罗克福尔所属的省级选区为欧什加斯科涅县。

## 人口

1962-2008年间人口变化图示

罗克福尔于2022年1月1日时的人口数量为277人。